# چوبه دار ۲
چوبه دار ۲ یا قانون دوم چوبه دار (به انگلیسی: The Gallows Act II) یک فیلم ترسناک فراطبیعی آمریکایی محصول سال ۲۰۱۹ به نویسندگی و کارگردانی کریس لوفینگ و تراویس کلاف با بازی ایما هوروات، کریس میلیگان و بریتانی فالاردو است. همچنین این فیلم دنباله‌ای بر فیلم «چوبه دار» محصول ۲۰۱۵ محسوب می‌شود. با این حال، برخلاف نسخه قبلی خود، این فیلم از تکنیک فیلمبرداری ویدئوی پیداشده استفاده نمی‌کند.
این در ۲۵ اکتبر ۲۰۱۹ در سینماها به صورت درخواستی و دیجیتال توسط لاینزگیت فیلمز منتشر شد. همانند فیلم اول، استقبال منتقدان از این فیلم هم عمدتاً منفی بود.

## خلاصه داستان
بعد از آنکه اونا رو (ایما هوروات) یک بازیگر نوجوان و وبلاگ نویس مشتاق، وارد یک وب سایت شیطانی می‌شود، او به زودی در دنیای بدخواهان یک نمایش صحنه لعنتی بنام چوبه دار گرفتار می‌شود و …

## تولید
فیلمبرداری از این فیلم در اکتبر ۲۰۱۶ با مکان‌های فیلمبرداری از جمله کالج حقوقی سن خواکین در کلوویس، کالیفرنیا آغاز شد. پس از اتمام فیلمبرداری و پساتولید، یک نمایش اولیه ویژه در سالن برادران وارنر در بربنک، کالیفرنیا در اوت ۲۰۱۷ برای طرفداران ۱۳ تا ۲۵ ساله برگزار شد.

## بازخوردها
- در راتن تومیتوز، این فیلم بر اساس بررسی‌های ۱۲ منتقد، صفر% تایید شده است.[۵]
- گلن کنی از نیویورک تایمز آن را "دنباله‌ای کاملاً نامشخص" خواند و از فقدان منطق فیلم انتقاد کرد.[۶]
- جاستین لو از هالیوود ریپورتر نیز انتقادات مشابهی را به فیلم ارائه کرد و نوشت: "فیلمنامه عناصر ترسناک و دلهره‌آور را بدون انتخاب ژانر مشخصی در هم می‌آمیزد. چرخش غافلگیر کننده نهایی فیلم تنها به تاکید بر عدم انسجام روایی آن کمک می‌کند، که به دلیل پس زمینه ناکافی ایجاد شده است.[۷]
- برایان تالریکو از راجرایبرت.کام، فیلم را بدترین فیلم بلومهاوس خواند و از فیلمنامه، شخصیت‌های کم عمق، داستان ضعیف و استفاده بیش از حد از جامپ اسکر انتقاد کرد.[۸]